# 신탄진고등학교
신탄진고등학교(新灘津高等學校)는 대한민국 대전광역시 대덕구 신탄진동에 있는 공립 고등학교이다.

## 학교 연혁
- 1981년 11월 25일 : 학교설립 인가(남녀공학 24학급)
- 1982년 3월 8일 : 개교 및 제1회 신입생 입학식
- 1998년 5월 16일 : 별관 준공
- 2005년 12월 25일 : 다목적 체육관 완공
- 2007년 9월 20일 : 24학급 인가(남녀공학)
- 2017년 2월 20일 : 전교사동 리모델링 완공
- 2020년 9월 18일 : 온라인 스튜디오 구축
- 2023년 12월 13일 : 제40회 졸업식(130명, 누계 12,543명)
- 2024년 3월 1일 : 제20대 류면희 교장 취임
- 2024년 3월 4일 : 제43회 신입생 입학식(8학급 156명)
- 2024년 4월 4일 : 학교 대수선 공사 및 교과교실제 리모델링 완공

## 참고 자료
- 신탄진고등학교 - 한국교육학술정보원 학교알리미